# Дон (шхуна)
«Дон» — парусно-винтовая шхуна Черноморского флота Российской империи типа «Салгир», участник русско-турецкой войны 1877—1877 годов. Шхуна находилась в составе флота с 1857 по 1891 год, использовалась для грузовых перевозок, крейсерских плаваний, сторожевой и посыльной службы в акватории Чёрного моря, принимала участие в перевозках войск и высадке десантов, периодически выполняла замену неисправных стационеров в Константинополе на время их ремонта. Во время русско-турецкой войны 1877—1877 годов выполняла функции брандвахты и несла сторожевую службу у оборонительных минных заграждений в Одессе. Фактически шхуна перестала использоваться в 1886 году, однако еще некоторое время находилась вооружённой в резерве до своего окончательного списания в 1891 году.

## Описание судна
Одна из двух парусно-винтовых шхун с деревянным корпусом типа «Салгир». Водоизмещение шхуны составляло 360 тонн, длина судна между перпендикулярами по сведениям из различных источников составляла 41,15—41,2 метра, ширина с обшивкой — 7,47—7,5 метра, осадка носом 2,51 метра и осадка кормой — 3,15 метра. На шхуне была установлена одна горизонтальная двухцилиндровая паровая машина простого расширения мощностью 50 номинальных лошадиных сил и 2 цилиндрических железных котла, в качестве движителя помимо парусов использовался один гребной винт. Механизмы низкого давления на шхуне устанавливались производства Людиновского механического завода генерал-майора С. И. Мальцова. Цилиндрические паровые котлы, первоначально установленные на судне, в 1866 году были заменены на два коробчатых паровых котла производства того же завода, которые в свою очередь в 1879 году были заменены тремя цилиндрическими паровыми котлами. Также в 1875 году паровая машина на шхуне была заменена на паровую машину производства компании Humphrys & Tennant мощностью 80 номинальных лошадиных сил.
Первоначальное артиллерийское вооружение шхуны состояло из двух 12-фунтовых карронад, которые в 1873 году были заменены двумя 87-миллиметровыми нарезными стальными пушками образца 1867 года. Также в некоторых источниках указывается, что вооружение судна могло состоять из 4-х орудий. Экипаж шхуны состоял из 60 человек.

## История службы
Парусно-винтовая шхуна «Дон» вместе с однотипной шхуной «Салгир» была заложена 14 (26) августа 1854 года на стапеле Николаевского адмиралтейства в рамках реализации программы судостроения для Черноморского флота 1853 года, в 1856 году была спущена на воду, а в ноябре 1857 года включена в состав Черноморского флота России. Имя шхуне было присвоено еще до её закладки 29 мая (10 июня) 1854 года.
В кампанию 1858 года выходила в плавания в Чёрное море, в следующем 1859 года совершала плавания между портами того же моря и вдоль его восточного берега в качестве транспортного судна. В кампанию 1860 года находилась в крейсерских плаваниях в Чёрное море.
В кампанию 1861 года совершала плавания между портами Чёрного моря, а в следующем 1862 году — вдоль его абхазских берегов. В 1863 году находилась в плаваниях в том же море, а её командир, капитан-лейтенант И. Ф. Серков, в кампанию этого года был награждён орденом Святого Станислава II степени. В кампанию 1864 года вновь совершала плавания у абхазского берега Чёрного моря, в том числе 20 апреля (2 мая) принимала участие в высадке десантов, захвативших укрепления Адлер и Святого Духа. В кампанию этого года командир шхуны капитан-лейтенант И. Ф. Серков «за отличную перевозку десантных войск при покорении западного Кавказа» был награждён орденом Святой Анны II степени с императорской короной.
В кампании с 1865 по 1867 годов находилась в плаваниях в Чёрном море, в том числе в крейсерстве у его восточного берега. При этом в 1866 году во время ремонта на шхуне были установлены 2 коробчатых паровых котла производства завода генерал-майора С. И. Мальцова. В 1868 году совершала плавания в Чёрном и Азовском морях. В 1869 году в очередной раз выходила в крейсерские плавания к восточным берегам Чёрного моря, а также несла службу на очаковском рейде. В кампании 1870 и 1871 годов совершала плавания по реке Буг и в Чёрное море, а также вновь несла службу на очаковском рейде.
В кампании с 1872 по 1877 год находилась в плаваниях в Чёрное море, при этом в 1873 году на шхуне было заменено артиллерийское вооружение, вместо гладкоствольных карронад она была вооружена двумя 87-миллиметровыми нарезными стальными пушками, а в кампанию 1875 года паровая машина была заменена на паровую машину мощностью 80 номинальных лошадиных сил, изготовленную в 1858 году компанией Humphrys & Tennant и капитально отремонтированную в 1867 году.
Во время русско-турецкой войны 1877—1877 годов выполняла функции брандвахты и несла сторожевую службу у оборонительных минных заграждений в Одессе. В кампанию 1879 года выходила в плавания в Чёрное море, а также совершала заграничные плавания. В этом года на шхуне были установлены 3 новых цилиндрических котла. С 1880 по 1883 год шхуна также выходила в плавания в Чёрное море.
22 марта (3 апреля) 1886 парусно-винтовая шхуна «Дон» была отчислена к Николаевскому порту из-за неблагонадежности котлов, однако в течение последующих нескольких лет находилась в Николаеве в вооружённом виде, пока 19 (31) января 1891 года не была исключена из списков судов флота.

## Командиры шхуны
Командирами парусно-винтовой шхуны «Дон» в составе Российского императорского флота в разное время служили:
- лейтенант А. П. Тимирязев (1857—1859 годы)[33];
- лейтенант, а с 8 (20) августа 1859 года капитан-лейтенант, а с 1 (13) января 1866 года капитан 2-го ранга Е. Г. Банков (1859—1866 годы)[комм. 4][34];
- лейтенант, а с 1 (13) января 1863 года капитан-лейтенант Ф. Ф. Нарбут (1862—1866 годы)[комм. 5][35];
- капитан-лейтенант А. Д. Палеолог (1865—1866 годы)[комм. 6][36];
- капитан 2-го ранга Д. Н. Кондогури (1866—1867 годы)[37];
- капитан-лейтенант И. М. Манто (1867—1869 годы)[38];
- капитан 1-го ранга В. Ф. Трегубов (1869—1871 годы)[39];
- капитан 2-го ранга А. П. Лисицын (1872 год)[40];
- капитан 2-го ранга, а с 1 (13) января 1877 года капитан 1-го ранга П. Р. Стронский (1874—1878 годы)[41];
- капитан 2-го ранга И. Ф. Серков (1880 год)[42];
- капитан 2-го ранга С. И. Денисов (с 12 (24) июля 1880 года до 1883 года)[43].